# Walburgiskerk (Zutphen)

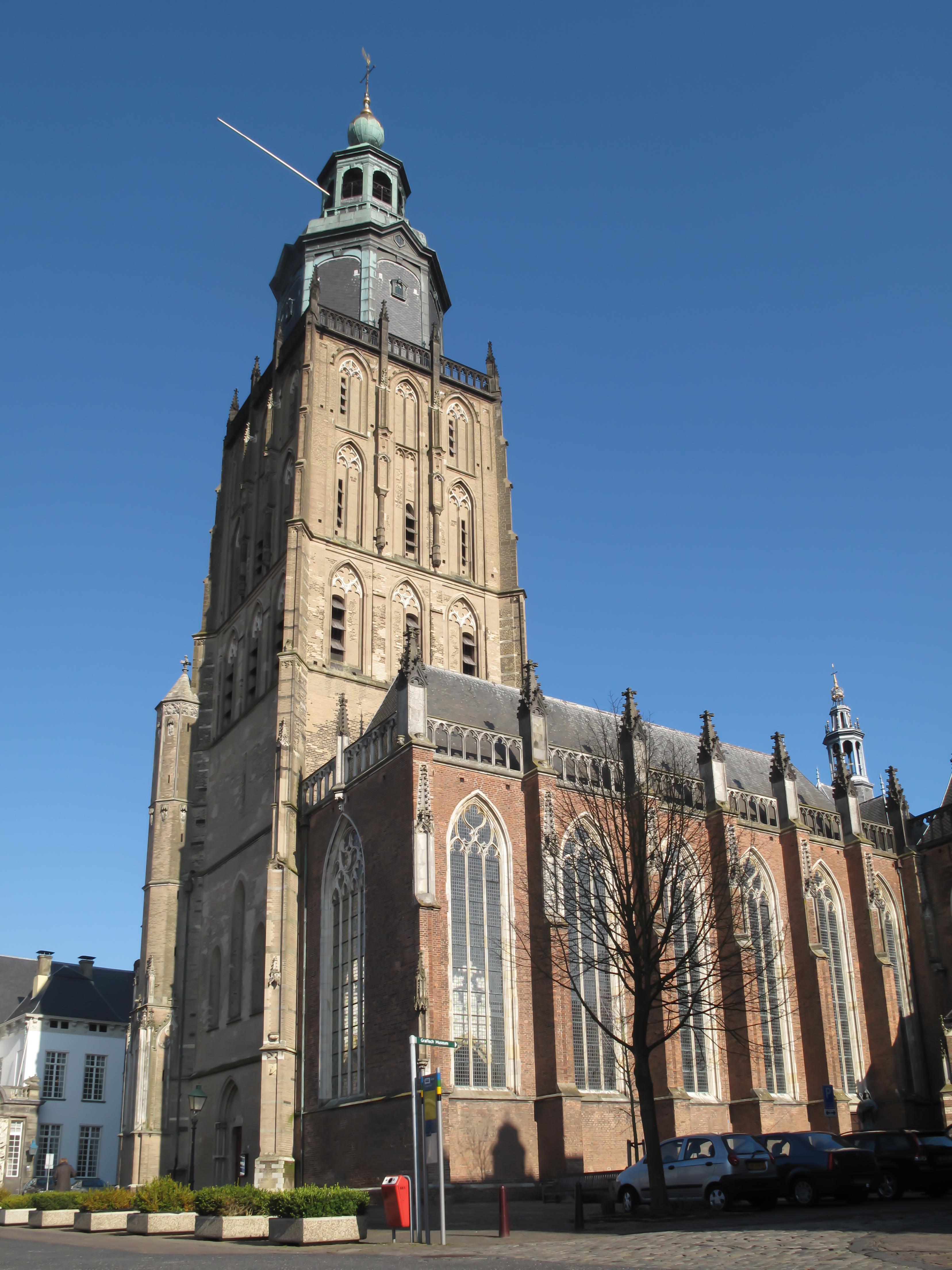
Die Walburgiskerk in Zutphen

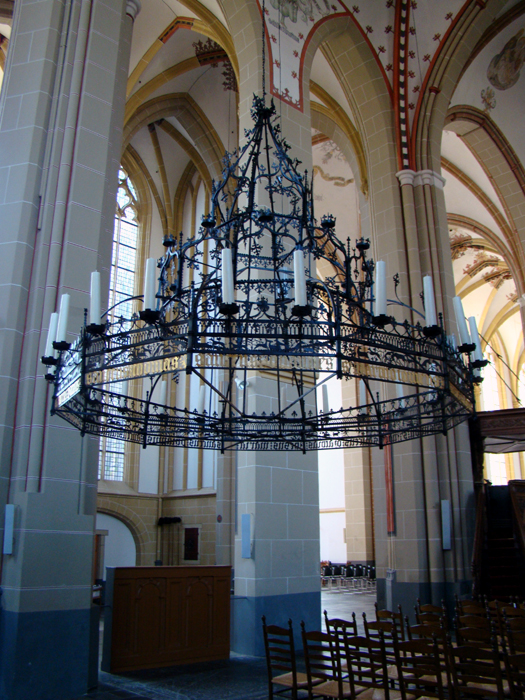
Leuchter im Innenraum

Die Walburgiskerk (auch Walburgkerk genannt; deutsch Walburgiskirche) ist die Hauptkirche der niederländischen Stadt Zutphen, Provinz Gelderland.

## Geschichte
Der älteste Teil der Kirche stammt aus dem 11. Jahrhundert. Der heutige Bau stammt größtenteils aus dem 13. Jahrhundert; seit dem 16. Jahrhundert hat die Kirche ihr heutiges Aussehen. Bis 1261 war die Walburgiskerk die einzige Pfarrkirche von Zutphen. Seit der Eroberung Zutphens durch Moritz von Oranien 1591 ist sie in protestantischen Händen.
Bei der Kirche befindet sich eine Bibliothek von 1561, eine der wenigen erhaltenen Kettenbibliotheken in Europa.

## Orgel

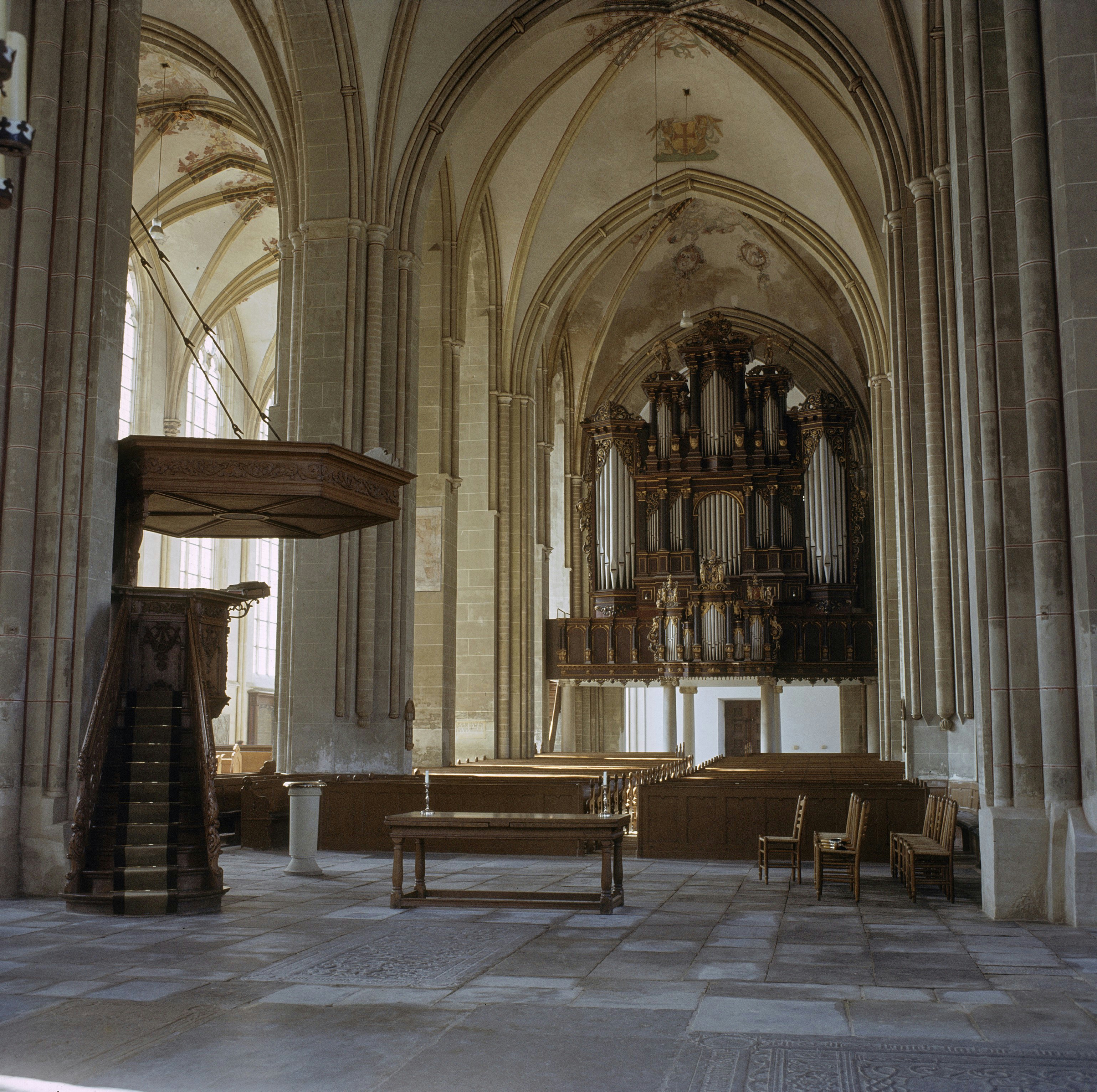
Blick auf die Orgel

Sehens- und hörenswert ist die von Hans Henrich Bader gebaute Orgel aus dem Jahr 1639, die als größte niederländische Orgel der Spätrenaissance/des Frühbarock gilt. Das Instrument wurde im Laufe der Zeit verändert und erweitert, maßgeblich durch die Orgelbauer Johannes Wilhelmus Timpe (1813) und N. A. Lohman (1824). 1976 und 1996 wurde die Orgel von der Orgelbaufirma Gebrüder Reil restauriert und auf den historischen Zustand aus dem 17. Jahrhundert zurückgeführt. 2016 wurde die Orgel als virtuelle Version (Sample-Set) für Hauptwerk (Software) veröffentlicht. Das Instrument hat 38 Register auf drei Manualen und Pedal. Die Trakturen sind mechanisch.
| Rückpositiv C–f3 |        |
| Holpijp          | 8′     |
| Quintadeen       | 8′     |
| Prestant         | 4′     |
| Fluit            | 4′     |
| Quint            | 3′     |
| Octaaf           | 2′     |
| Quintfluit       | 1 ⁄2′  |
| Terts            | 1 3⁄5′ |
| Mixtuur IV–V 0   |        |
| Kromhoorn        | 8′     |

| Hauptwerk C–f3  |     |
| Quintadeen      | 16′ |
| Prestant        | 08′ |
| Holpijp         | 08′ |
| Octaaf          | 04′ |
| Gemshoorn       | 04′ |
| Quintfluit      | 03′ |
| Octaaf          | 02′ |
| Mixtuur IV–VI 0 | 02′ |
| Fagot           | 16′ |
| Trompet (B,D)   | 08′ |

| Bovenwerk C–f3      |    |
| Prestant            | 8′ |
| Roerfluit           | 8′ |
| Baarpijp            | 8′ |
| Fluit-Travers (D) 0 | 8′ |
| Octaaf              | 4′ |
| Fluit d’Amour       | 4′ |
| Woudfluit           | 2′ |
| Flageolet           | 1′ |
| Carillon III (D)    |    |
| Vox Humana          | 8′ |
| Tremulant           |    |

| Pedalwerk C–d1 |     |
| Prestant       | 16′ |
| Subbas         | 16′ |
| Octaaf         | 08′ |
| Gedekt         | 08′ |
| Octaaf         | 04′ |
| Bazuin         | 16′ |
| Trompet        | 08′ |
| Trompet        | 04′ |

- Koppeln: R/HW, B/HW, HW/R, HW/P, R/P, B/P
- Sonstige: Gesamttremulant